# Hot Hot Heat
Hot Hot Heat fue un grupo musical de indie rock originario de Victoria, Canadá.

## Historia
Dustin Hawthorne y Steve Bays habían estado juntos en muchas bandas diferentes desde 1995 y conocieron a Paul Hawley en 1998. En 1999, Hawley compró un teclado Juno 6 y le pidió a Bays que intentara tocarlo, ya que nadie más sabía hacerlo. Hawley tomó entonces las labores de batería y Hawthorne tocó el bajo. Matthew Manik, un amigo de la banda, cantó las canciones.
La banda cambió pronto de dirección hacia un estilo más melódico e influenciado por el pop, al irse Marnik y llegar el guitarrista Dante DeCaro. La nueva alineación se encontraba ahora sobre la línea del sonido New Wave de bandas ochenteras como XTC, The Clash y Elvis Costello. Teniendo ahora a Steven en las voces, editaron rápidamente una serie de sencillos de 7 pulgadas y salieron de gira por Canadá y el noroeste del pacífico estadounidense, junto con bandas de indie rock de estilos similares como Les Savy Fav, French Kicks, Radio 4, Ima Robot y Pretty Girls Make Graves. Abrieron también conciertos a la ya establecida banda canadiense Sloan en su gira nacional.
La exposición que tuvo la banda al estar de gira atrajo el interés de la disquera Sub Pop, quien firmó a Hot Hot Heat en el 2001 llegando así el lanzamiento del EP Knock Knock Knock en el 2002, mismo que fue producido en parte por Chris Walla de Death Cab for Cutie. Dicho lanzamiento fue seguido rápidamente por el primer álbum completo del grupo, Make Up the Breakdown, producido por quien fuera alguna vez productor de Soundgarden y Nirvana: Jack Endino.
Ese disco logró buenas críticas rápidamente, y sus sencillos "Bandages" y "Talk to Me, Dance with Me" tuvieron tiempo aire regular en MTV y la radio, incluyendo la influyente estación angelina KROQ, en cuyas listas de popularidad ambas alcanzaron la posición #1.
Sin embargo, la canción "bandages" fue retirada de la radio comercial en el Reino Unido (llámese la estación Radio 1 de la BBC), en vista de la guerra en el Medio Oriente. Esto pudo haberlos ayudado a conseguir el lugar #25 en las listas de popularidad británicas. El track había estado en la lista B de la estación, garantizando el ser tocada 15 veces por semana y una audiencia potencial de millones de personas. Según un portavoz, fue removida debido a "la prevalecencia de la palabra curitas en la canción".
En el 2003 la banda relanzó el álbum Scenes One Throuhg Thirteen, que habían grabado para la disquera OHEV Records en el 2001 antes de ser firmados con Sub Pop. Este disco representaba el periodo de transición de la banda entre su sonido original y el actual, más bien diferente a lo que los fanes habían conocido de Knock Knock Knock y Make Up the Breakdown.
En el 2004, Make Up the Breakdown ganó el premio a "Álbum Favorito" en los Canadian Independent Music Awards gracias al voto popular. El guitarrista Dante DeCaro anunció su partida de la banda en octubre de 2004, pero se quedó para completar su siguiente álbum Elevator. Este disco representó su debut con una disquera mayor y fue editado en abril de 2005. Dante cedió su lugar al guitarrista Luke Paquin cuando el grupo inició su gira del 2005. DeCaro se unió posteriormente a la agrupación Wolf Parade, quienes también se encuentran firmados con Sub Pop.
En otoño de 2006 se anunció que el siguiente álbum se encuentra en proceso, y se rumora que éste incluirá la canción "My Best Fiend."
El 11 de septiembre de 2007 salió al mercado su 4º disco de estudio y 2º con su actual firma Happines Ltd. con una duración de 40 minutos. Este es su primer álbum sin su miembro original Dante DeCaro .

## Miembros
- Steve Bays - voz y teclado
- Paul Hawley - batería
- Dustin Hawthorne - bajo
- Luke Paquin - guitarra

### Miembros anteriores
- Matthew Manik - voz
- Dante DeCaro - guitarra

## Discografía

### Sencillos
| Año  | Título                      | Posición en las listas | Posición en las listas   | Álbum                 |
| Año  | Título                      | Lista "US Modern Rock" | Lista "UK Singles Chart" | Álbum                 |
| 2003 | "Bandages"                  | #19                    | #25                      | Make Up the Breakdown |
| 2003 | "Talk to Me, Dance with Me" | #33                    |                          | Make Up the Breakdown |
| 2004 | "No, Not Now"               |                        | #38                      | Make Up the Breakdown |
| 2005 | "Goodnight, Goodnight"      | #27                    | #36                      | Elevator              |
| 2005 | "Middle of Nowhere"         | #23                    | #47                      | Elevator              |
| 2005 | "You Owe Me An I.O.U."      |                        | #18                      | Elevator              |
| 2007 | "Let Me In"                 |                        |                          | Happines Ltd          |
| 2007 | "Give Up?"                  |                        |                          | Happines Ltd          |

### EP
- Knock Knock Knock (2002)

### Álbumes
- Scenes One Through Thirteen (2001)
- Make Up the Breakdown (2002)
- Elevator (2005)
- Happiness LTD.(2007)
- Future Breeds (2010)
- Hot Hot Heat (2016)

## Trivia
- Varias de sus canciones han sido utilizadas en juegos de video:
  - "You Owe Me An IOU" en el MVP Baseball 2005 de EA Sports.
  - "Let Me In" en Saints Row 2 de THQ.
  - "Pickin' It Up" en Madden NFL 06 y SSX on Tour de EA Sports y EA Sports Big respectivamente.
  - "Goodnight Goodnight" en MVP Baseball 2004 de EA Sports.
  - "My best Friend" en Mlb 2008 de Sony Computer Entertainment.
  - "Give Up?" en Burnout Dominator de Electronic Arts.
  - "Implosionatic" en Gran Turismo 5 de Sony Computer Entertainment.
- Hot Hot Heat es la banda misterio en el concurso "Revealed" de Vancouver Molson Canadian Rocks.